# Роган-Збогуньский
Роган-Збогуньский (пол. Rohan Zboguński) — польский дворянский герб.

## Описание
В рассеченном щите, с правой стороны косая шаховница с красными и черными полями, из которых последнее окружено белым ободком. С левой стороны, на голубом поле три лилии, из которых две сверху, а одна снизу, в посредине же почтовый рожок, с лентой и двумя кистями.
Над щитом корона с тремя белыми страусовыми перьями. Герб Реганов внесен в Часть 2 Сборника дипломных гербов Польского Дворянства, невнесенных в Общий Гербовник.

## Герб используют
Кароль Реган, г. Роган-Збогуньский, начальник почтовой пограничной заставы в Залесье, в ознаменование тридцатилетней беспорочной службы жалован 30.07.1832(18.06) дипломом на потомственное дворянское достоинство Царства Польского.